# Đơn xin việc

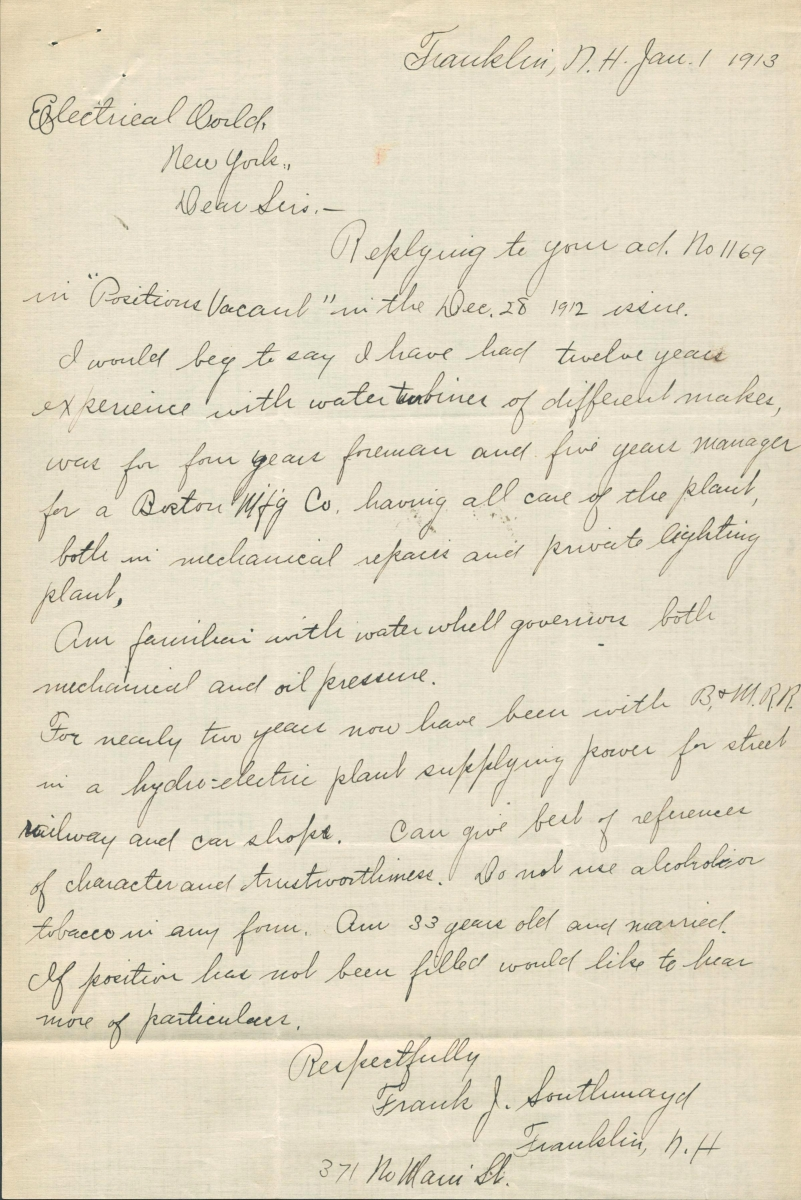
Một lá thư xin việc có ngày 1 tháng 1 năm 1913.

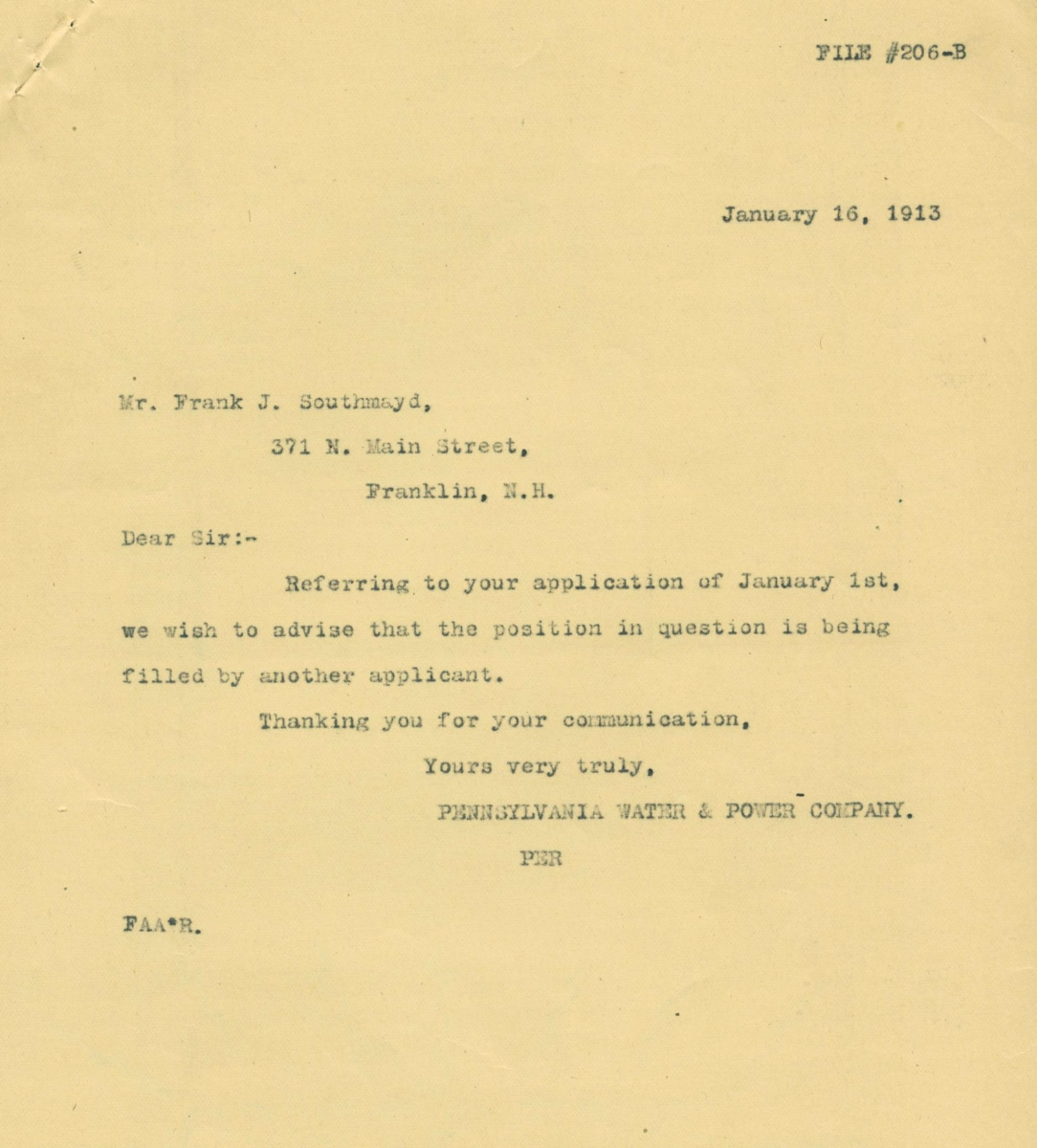
Thư từ chối ngày 16 tháng 1 năm 1913

Đơn xin việc, hay còn gọi là đơn ứng tuyển, là một lá thư hoặc mẫu đơn mà ứng viên gửi cho nhà tuyển dụng để bày tỏ mong muốn được làm việc tại công ty của họ. Đây là cơ hội để ứng viên giới thiệu bản thân, trình bày kỹ năng, kinh nghiệm và giải thích vì sao ứng viên phù hợp với vị trí đang tuyển dụng. Đơn xin việc có thể viết tay hoặc đánh máy, nhưng quan trọng nhất là nó phải thể hiện được sự nhiệt tình và năng lực của ứng viên, thuyết phục nhà tuyển dụng rằng ứng viên chính là người lý tưởng mà họ đang tìm kiếm.
Đơn xin việc giúp nhà tuyển dụng xác minh thông tin ứng viên, đánh giá kỹ năng và kinh nghiệm, đồng thời sàng lọc ứng viên ban đầu. Đơn xin việc cũng có thể yêu cầu thông tin về hồ sơ tội phạm và kiểm tra lý lịch. Đối với một số công việc, đơn xin việc còn đi kèm thư xin việc và sơ yếu lý lịch. Mẫu đơn trực tuyến ngày càng phổ biến nhưng bản in vẫn được khuyến khích mang theo khi phỏng vấn

## Nội dung
Khác với một số loại giấy tờ xin việc mang tính quy phạm, thủ tục, đơn xin việc là một loại văn bản có thiên hướng cá nhân, người viết được thể hiện cá tính hoặc sự nhiệt huyết với công việc một cách có tiết chế. Tất nhiên nó không thể thoải mái như khi viết một lá thư thông thường. Nội dung của đơn xin việc có thể khác nhau tùy vào văn phong của từng người, nhưng cơ bản được chia làm 3 phần như sau :
- Phần mở đầu: giới thiệu về bản thân và vị trí mong muốn được làm việc.
- Phần giữa: trình bày lý do tại sao bạn phù hợp với vị trí đó, đưa ra các kinh nghiệm, kỹ năng nổi bật để thuyết phục nhà tuyển dụng.
- Phần kết: bày tỏ mong muốn được đi tiếp vào vòng phỏng vấn, để lại số điện thoại liên hệ, gửi lời cảm ơn tới nhà tuyển dụng đã dành thời gian đọc đơn.

## Tin tặc lợi dụng hồ sơ xin việc
Tin tặc có thể dùng hồ sơ xin việc để lừa nhân viên mở các tệp đính kèm, đường link độc hại, hoặc cắm USB chứa virus vào máy tính. Các công ty thường có nhiều tiền hơn người bình thường nên hay bị tin tặc tấn công để đòi tiền chuộc. Một số loại virus như "Petya" và "GoldenEye" đã lợi dụng hồ sơ xin việc để tấn công. Ngoài ra, tin tặc còn tấn công để lấy cắp thông tin bí mật hoặc phá hoại các công ty quan trọng. Đôi khi, nhân viên thậm chí không biết máy tính hay mạng của họ đã bị nhiễm virus. Để giảm thiểu rủi ro, phòng nhân sự nên sử dụng một máy tính riêng biệt, hoàn toàn tách biệt khỏi mạng nội bộ của công ty, để xử lý hồ sơ xin việc. Máy tính này không nên chứa bất kỳ thông tin nhạy cảm nào và không được phép kết nối với các thiết bị di động như USB, vốn có thể lây nhiễm sang các máy tính khác trong công ty.